# Boccardia redeki
Boccardia redeki är en ringmaskart som först beskrevs av Horst 1920.  Boccardia redeki ingår i släktet Boccardia och familjen Spionidae. Inga underarter finns listade i Catalogue of Life.